# Biomecanică
Biomecanica reprezintă o ramură a biologiei, biofizicii și bioingineriei, ce se ocupă cu studiul mecanicii aplicate în cadrul sistemelor biologice și al elementelor anatomice ale mișcării organismelor superioare. Biomecanica este larg aplicată în sport la studiul exercițiului fizic și al anduranței.